# 旗艦山
76°43′S 161°30′E / 76.717°S 161.500°E
旗艦山（英語：Flagship Mountain）是南極洲的山峰，位於維多利亞地的斯科特海岸，屬於康沃伊山脈的一部分，海拔高度1,720米，由新西蘭的探險隊命名，現時由南極條約體系管理。